# Sky Tower (Вроцлав)
Sky Tower (укр. Небесна вежа  ) — багатофункціональний хмарочос у місті Вроцлав, Польща. Є найвищою будівлею міста, третьою за висотою в країні і 31-ю за висотою в Європі (на 2015 рік).

## Історія

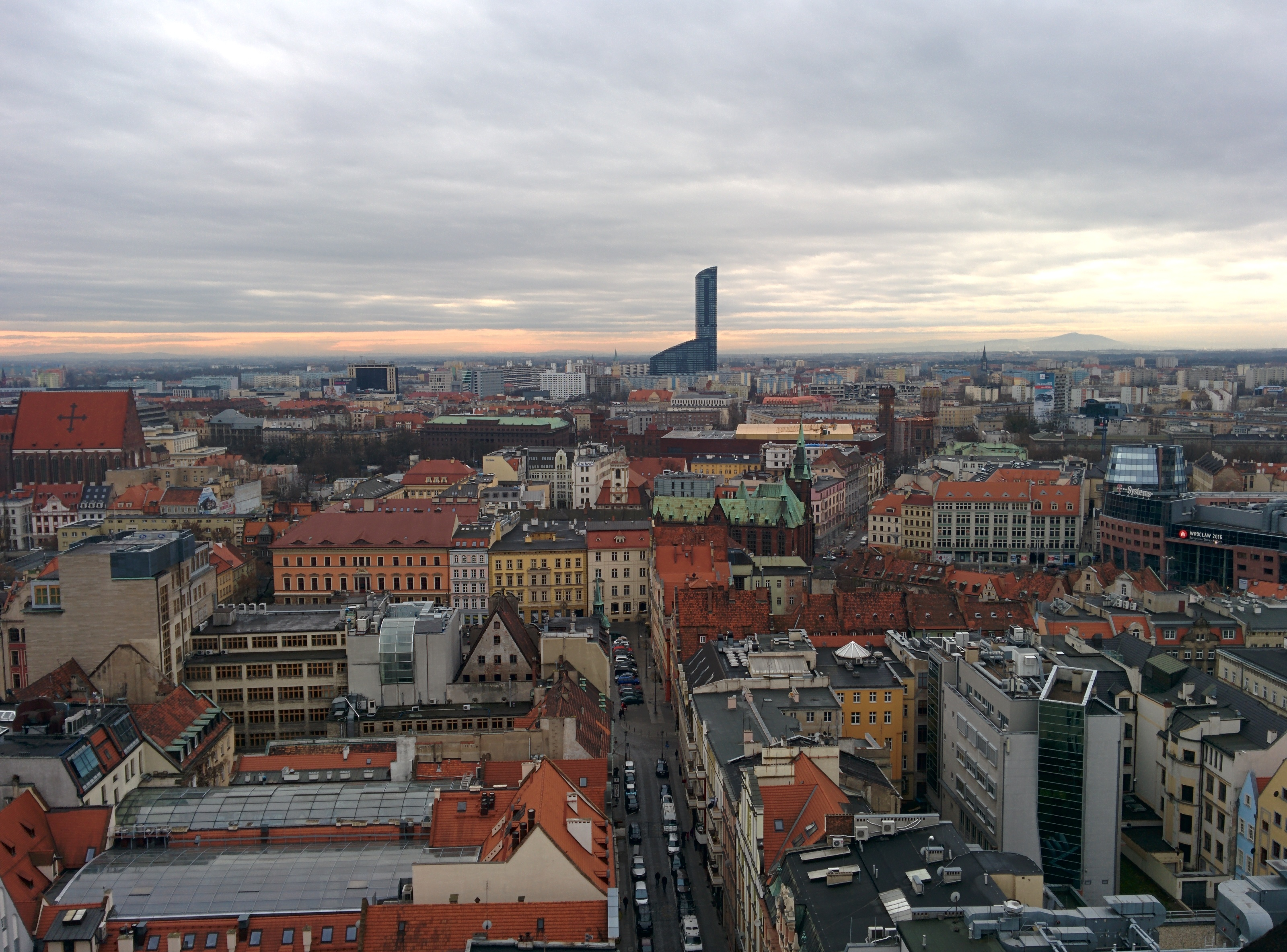
Багато городян стверджують, що Небесна вежа не вписується в панораму міста.

Початковий проект передбачав комплекс з шести або навіть семи будівель і максимальну висоту 258 метрів («по антені»; 221 метр «по даху») і 56 поверхів, але в подальшому ці плани стали скромнішими. Будівництво комплексу почалося в грудні 2007 року на місці знесеного Poltegor Centre — найвищої на той момент будівлі міста (125 метрів). 4 квітня 2008 року опівдні був закладений наріжний камінь. 3 листопада того ж року власник споруджуваного хмарочоса, LC Corp, продав будівництво мільйонерові Лешеку Чарнецькому (основний власник фінансового холдингу Getin Holding), який негайно припинив всі роботи на півроку у зв'язку з важкою фінансовою ситуацією в країні та світі. Через півтора місяця було оголошено, що будівля стане нижче початкового плану на 5 поверхів і 46 метрів в цілях здешевлення будівництва. У червні 2009 року будівництво було відновлено. В кінці жовтня того ж року власник хмарочоса заявив, що максимальна висота нової будівлі «по антені» все-таки складе 238 метрів і таким чином стане найвищим в країні, на один метр обігнавши варшавський Палац культури і науки. В кінці серпня 2011 року будівля досягла максимальної запланованої висоти, яка все-таки виявилася 207 метрів, не перевершивши Палац. У травні 2012 року будівництво було повністю закінчено, 24 травня відкрився перший магазин в новому комплексі.
Після завершення будівництва висловлювалися думки, що така величезна будівля не вписується в панораму міста. Також Небесна вежа відкидає величезну тінь, а за польськими законами в день рівнодення з 7 до 17 години в будь-якому житловому будинку повинно бути природне світло протягом мінімум півтори години.
З 2014 року в хмарочосі проводиться забіг на швидкість (Tower running) з 1 на 49-й поверх (1142 ступені). Першим переможцем серед чоловіків став Петро Шлезак з результатом 6 хвилин і 22 секунди, серед жінок — Домініка Вишневська-Ульфік з результатом 6 хвилин і 45 секунд.

## Опис

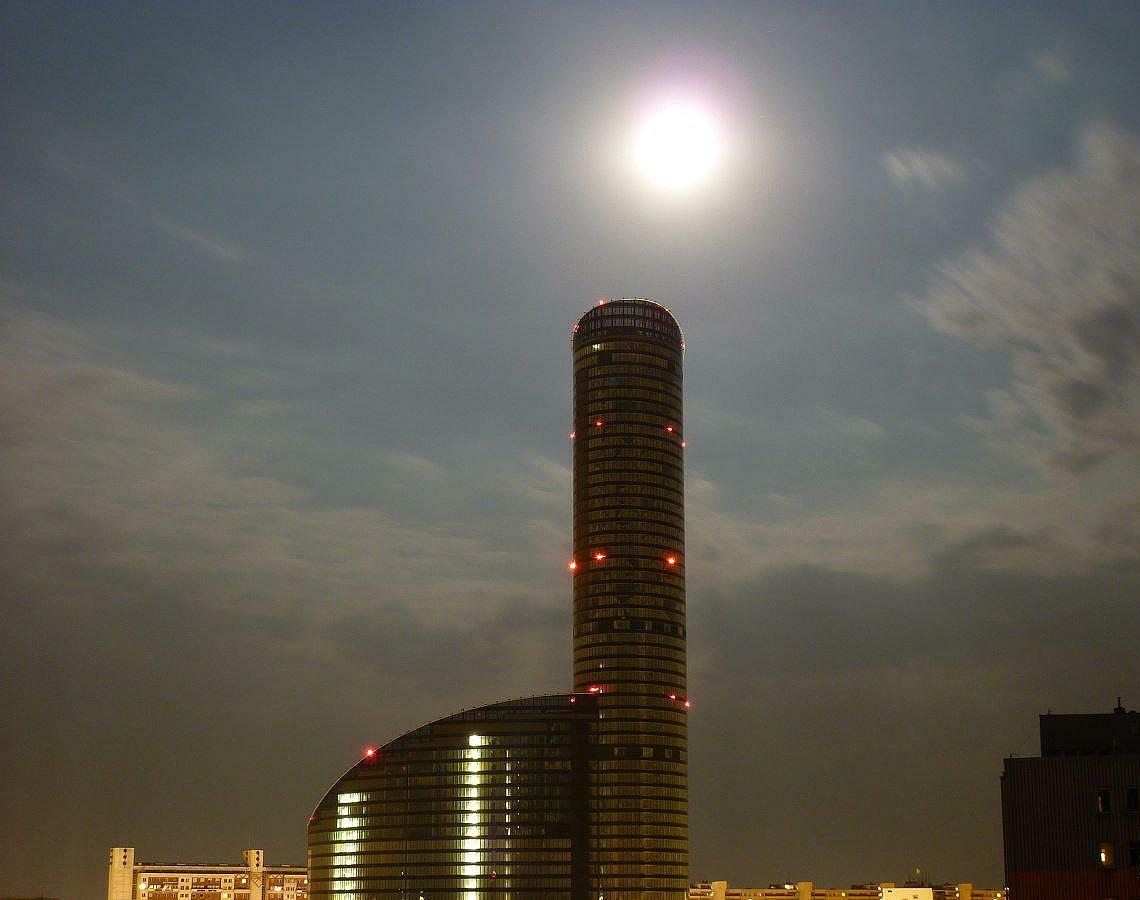
Вночі

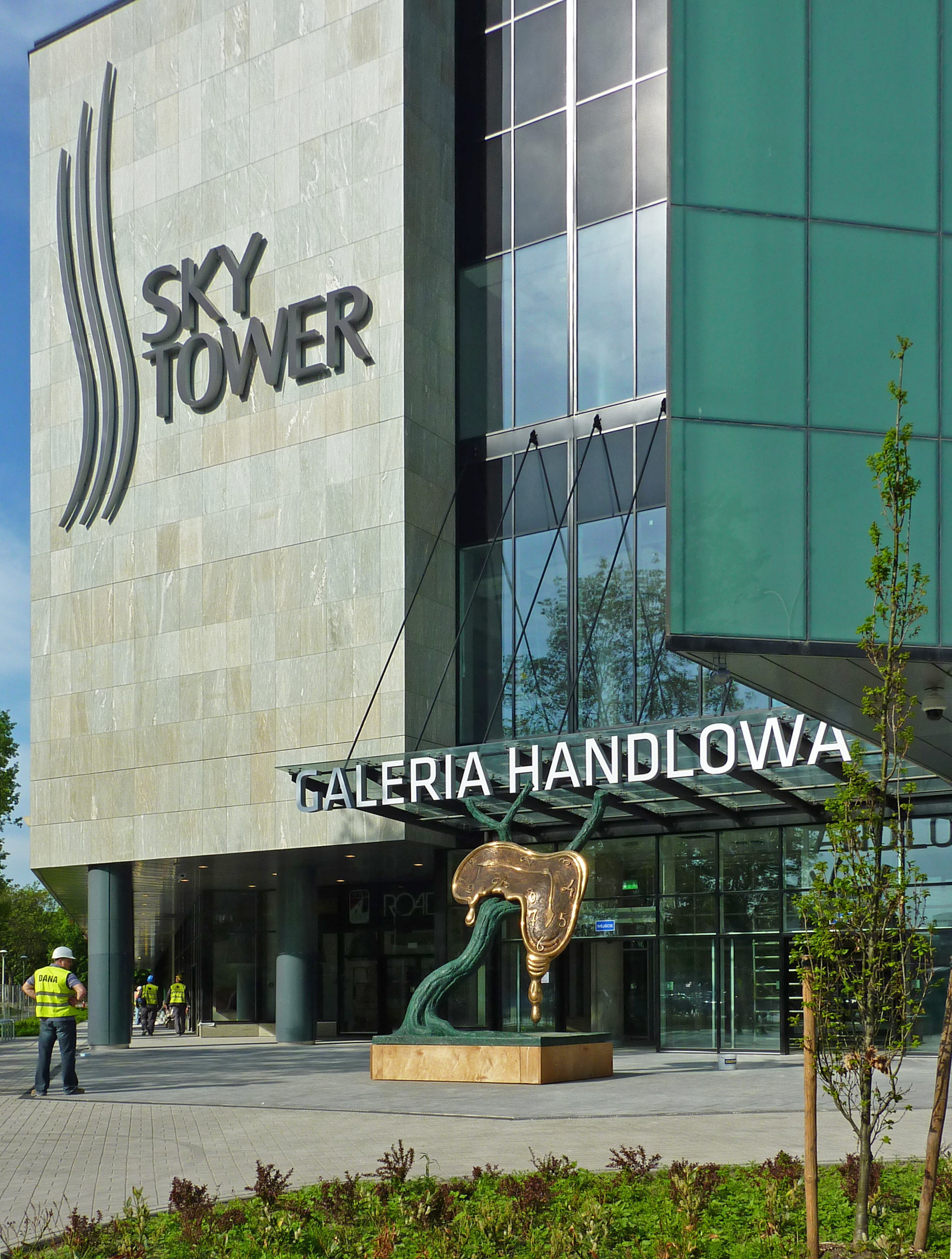
Перед входом встановлена скульптура Сальвадора Далі «Профіль часу»

Комплекс складається з трьох будівель. Перша має три надземних поверхи і один підземний, в цій будівлі розташовані торгова галерея, боулінг, снукер - і більярдний клуби. Друга будівля має 19 поверхів, з 11-го по 18-й розташовані 52 житлові квартири, решту площі займають офіси, верхній поверх — службовий. Саме третя будівля комплексу є хмарочосом висотою 51 поверх, з 1-го по 27-й поверх розташовані офіси, з 28-го по 48-й — 184 житлові квартири, на 49-му — засклений оглядовий майданчик, відкритий для відвідування з 3 січня 2014 року (найвищий в країні, підйом на висоту близько 200 метрів займає 50 секунд, звичайний квиток коштує 10 злотих, місткість — 20 осіб), на даху знаходиться метеорологічна будка. Перед входом встановлена скульптура Сальвадора Далі «Профіль часу».
При ритті котловану було вийнято 200 000 м3 землі, для чого знадобилося 27 250 вантажівок-ходок. Основою фундаменту глибиною 33,2 метри нижче рівня землі стали 150 залізобетонних паль довжиною по 18 метрів і діаметром 1,5 метра. Фундаментна плита в окремих місцях досягає товщини 7 метрів. У будівництві були використані 30 000 тонн арматурної сталі і 60 000 м2 скла, в тому числі 20 000 м2 для оформлення фасаду. На будівництві працювало близько 1000 осіб і 8 баштових кранів, у тому числі найбільший мав висоту 220 метрів.
Основні характеристики
- Будівництво: грудень 2007 року — травень 2012 рік
- Висота: 212 метрів («по антені»); 207 метрів («архітектурна» і «по даху»)
- Поверховість: 51 надземний і 4 підземних (згідно skyscraperpage.com [Архівовано 26 вересня 2019 у Wayback Machine.]); застаріла інформація — 56 надземних і 3 підземних (згідно emporis.com [Архівовано 11 листопада 2019 у Wayback Machine.])
- Ліфти: 38 штук (швидкість найшвидшого — 5 м/сек) + 8 ескалаторів + 2 травелатора
- Внутрішня площа: 171 000 м2, в тому числі 20 000 м2 — житлова (236 квартир, найпросторіша має площа 220 м2)[7], 22 000 м2 — офісні та 24 000 м2 — торгова
- Архітектори: Маріуш Корзорц та Даріуш Дзюбинський (Studio Archiektoniczne FOLD s.c.)
- Власник: Лешек Чарнецкий
- Вартість будівництва: 400 млн доларів[2]